# Le Nettoyeur (film, 1954)
Pour les articles homonymes, voir Le Nettoyeur.
Pour plus de détails, voir Fiche technique et Distribution.
Le Nettoyeur (titre original : Destry) est un film américain réalisé par George Marshall et sorti en 1954.

## Synopsis
Une petite ville frontière de l'Ouest américain est sous la coupe de Phil Decker et de sa bande. À la suite de la mort du shérif, Decker nomme à ce poste l'ivrogne du village, Barnaby. Ce dernier fait appel alors au fils de son vieil ami, Tom Destry. Quand ce dernier arrive, il n'a pas du tout la figure de l'emploi…

## Fiche technique
- Titre : Le Nettoyeur
- Titre original : Destry
- Réalisation : George Marshall
- Scénario : Edmund H. North, D. D. Beauchamp, d'après le roman de Max Brand et une histoire de Felix Jackson
- Chef opérateur : George Robinson (Technicolor)
- Musique : Henry Mancini, Frank Skinner, Herman Stein
- Direction artistique : Alexander Golitzen, Alfred Sweeney
- Décors : John P. Austin (en), Russell A. Gausman
- Costumes : Rosemary Odell
- Montage : Ted J. Kent
- Production : Stanley Rubin pour Universal Pictures
- Durée : 95 minutes
- Date de sortie :
  -  États-Unis : 1er décembre 1954
- Affiche : Constantin Belinsky (France)

## Distribution
- Audie Murphy (VF : Jacques Thébault) : Tom Destry
- Mari Blanchard (VF : Colette Mars) : Brandy
- Lyle Bettger (VF : Jean-Claude Michel) : Phil Decker
- Thomas Mitchell : Reginald T. « Rags » Barnaby
- Edgar Buchanan (VF : Jean Brochard) : Hiram J. Sellers
- Lori Nelson (VF : Jane Val) : Martha Phillips
- Wallace Ford (VF : Paul Ville) : Docteur Curtis
- Mary Wickes (VF : Suzanne Dehelly) : Bessie Mae Curtis
- Alan Hale Jr. (VF : Robert Dalban) : Jack Larson
- George Wallace (VF : Raymond Loyer) : Curly Adams
- Richard Reeves (VF : Gérard Darrieu) : Mac
- Walter Baldwin (VF : Jean Gournac) : Henry Skinner
- Lee Aaker (VF : Renée Dandry) : Eli Skinner
- Anthony Lawrence : le professeur
- Frank Richards : Dummy
- Trevor Bardette (VF : Henry Valbel) : Shérif Joe Bailey
- Ralph Peters : Bartender
- John Doucette : Cowhand

## Autour du film
Il s'agit du remake de Femme ou Démon du même réalisateur, sorti en 1939, avec Marlène Dietrich et James Stewart.